# L'ultima vacanza
L'ultima vacanza (Last Holiday) è un film del 2006 diretto da Wayne Wang con Queen Latifah e Gérard Depardieu. Il film è un remake della pellicola inglese del 1950 Last Holiday con Alec Guinness.

## Trama
Georgia Byrd è una dipendente dei grandi magazzini diretti dal magnate Matthew Kragen; vive una vita insignificante e coronata solo da tre passioni segrete: cantare nel coro della chiesa, cucinare per il piccolo vicino di casa e sposare il collega Sean Matthews. Una caduta accidentale durante il lavoro e una diagnosi errata, fanno credere a Georgia di avere poche settimane di vita, diagnosticandole la malattia di Lampington: la donna decide di godersi il tempo che le rimane e perciò preleva dalla banca tutti i propri risparmi per godersi alcuni giorni nel più lussuoso hotel di Karlovy Vary nella Repubblica Ceca, dove opera uno dei suoi idoli, il celeberrimo chef Didier. In poco tempo diventa l'attrazione dell'hotel e la fortuna è dalla sua parte. Conosce ed entra in amicizia con il cuoco tanto che finisce a cucinare con lui. Riesce a innervosire e a snobbare il magnate Kragen che per puro caso è impegnato in un viaggio di lavoro e alloggia proprio nello stesso hotel. Respinge le avances di un senatore molto noto nella sua parrocchia che è in viaggio con Kragen; lo stesso Kragen, innervosito da lei, cerca invano di corrompere una cameriera, Miss Gunther, per scoprire chi è veramente Georgia. Miss Gunther, frugando tra le cose di Georgia, scopre la malattia e l'imminente fine e, commossa, rinuncia a fare da spia al milionario. Nel frattempo il medico che aveva diagnosticato il male a Georgia scopre che quest'ultima non è malata ma che il macchinario per la TAC è rotto e che quindi la sua diagnosi è sbagliata.